# Arquian
Arquian est une commune française située dans le département de la Nièvre, en région Bourgogne-Franche-Comté.

## Géographie
Arquian est une commune située dans le département de la Nièvre, dans l’arrondissement de Cosne-Cours-sur-Loire. La superficie de la commune est de 3 356 hectares. Son altitude varie entre 154 et 260 mètres. Elle compte 571 habitants en 2020.
Le village est implanté dans le quart nord-ouest de la Nièvre, à environ 75 km de Nevers (par la route). Il est situé à 25 km de Donzy et à 20 km au nord de Cosne-Cours-sur-Loire, son chef-lieu d'arrondissement.
Arquian est la commune la plus septentrionale du département. Elle est située en Puisaye.

### Climat
Pour des articles plus généraux, voir Climat de la Bourgogne-Franche-Comté et Climat de la Nièvre.
En 2010, le climat de la commune est de type climat océanique dégradé des plaines du Centre et du Nord, selon une étude du Centre national de la recherche scientifique s'appuyant sur une série de données couvrant la période 1971-2000. En 2020, Météo-France publie une typologie des climats de la France métropolitaine dans laquelle la commune est exposée à un climat océanique altéré et est dans la région climatique Centre et contreforts nord du Massif Central, caractérisée par un air sec en été et un bon ensoleillement.
Pour la période 1971-2000, la température annuelle moyenne est de 11,2 °C, avec une amplitude thermique annuelle de 15,6 °C. Le cumul annuel moyen de précipitations est de 756 mm, avec 11,2 jours de précipitations en janvier et 7,5 jours en juillet. Pour la période 1991-2020, la température moyenne annuelle observée sur la station météorologique de Météo-France la plus proche, « Léré », sur la commune de Léré à 12 km à vol d'oiseau, est de 11,6 °C et le cumul annuel moyen de précipitations est de 710,5 mm. 
La température maximale relevée sur cette station est de 41,9 °C, atteinte le 25 juillet 2019 ; la température minimale est de −13,3 °C, atteinte le 9 février 2012,,.
Les paramètres climatiques de la commune ont été estimés pour le milieu du siècle (2041-2070) selon différents scénarios d'émission de gaz à effet de serre à partir des nouvelles projections climatiques de référence DRIAS-2020. Ils sont consultables sur un site dédié publié par Météo-France en novembre 2022.

## Urbanisme

### Typologie
Au 1er janvier 2024, Arquian est catégorisée commune rurale à habitat très dispersé, selon la nouvelle grille communale de densité à sept niveaux définie par l'Insee en 2022.
Elle est située hors unité urbaine. Par ailleurs la commune fait partie de l'aire d'attraction de Cosne-Cours-sur-Loire, dont elle est une commune de la couronne,. Cette aire, qui regroupe 30 communes, est catégorisée dans les aires de moins de 50 000 habitants,.

### Occupation des sols
L'occupation des sols de la commune, telle qu'elle ressort de la base de données européenne d’occupation biophysique des sols Corine Land Cover (CLC), est marquée par l'importance des territoires agricoles (81,7 % en 2018), une proportion sensiblement équivalente à celle de 1990 (81,8 %). La répartition détaillée en 2018 est la suivante :
prairies (40,1 %), terres arables (30 %), forêts (17,3 %), zones agricoles hétérogènes (11,7 %), zones urbanisées (1 %). L'évolution de l’occupation des sols de la commune et de ses infrastructures peut être observée sur les différentes représentations cartographiques du territoire : la carte de Cassini (XVIIIe siècle), la carte d'état-major (1820-1866) et les cartes ou photos aériennes de l'IGN pour la période actuelle (1950 à aujourd'hui).

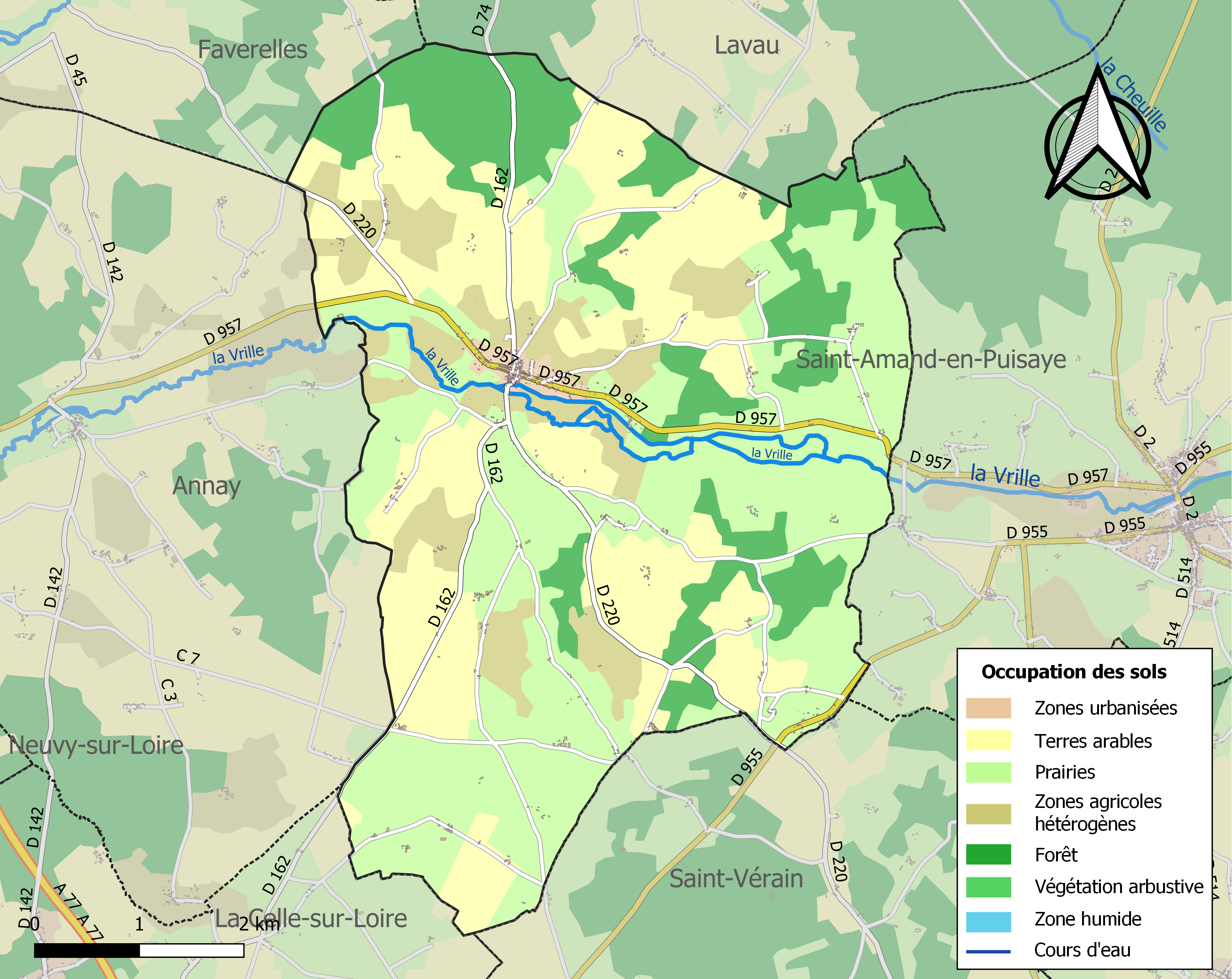
Carte des infrastructures et de l'occupation des sols de la commune en 2018 (CLC).

## Toponymie
La première mention connue du nom de la commune remonte au VIe siècle : Arcunciacus (cartulaire de l’Yonne). On relève également les formes suivantes : Villa et parochia d’Arquian (1306), Arquien (XVe ou XIXe), Arconium (1535) et Arquiant (1689).

## Histoire
En 596, le règlement de saint Aunaire, 18e évêque d'Auxerre (572-605), inclut Arquian (Arcuncius) dans les trente principales paroisses du diocèse.

## Politique et administration

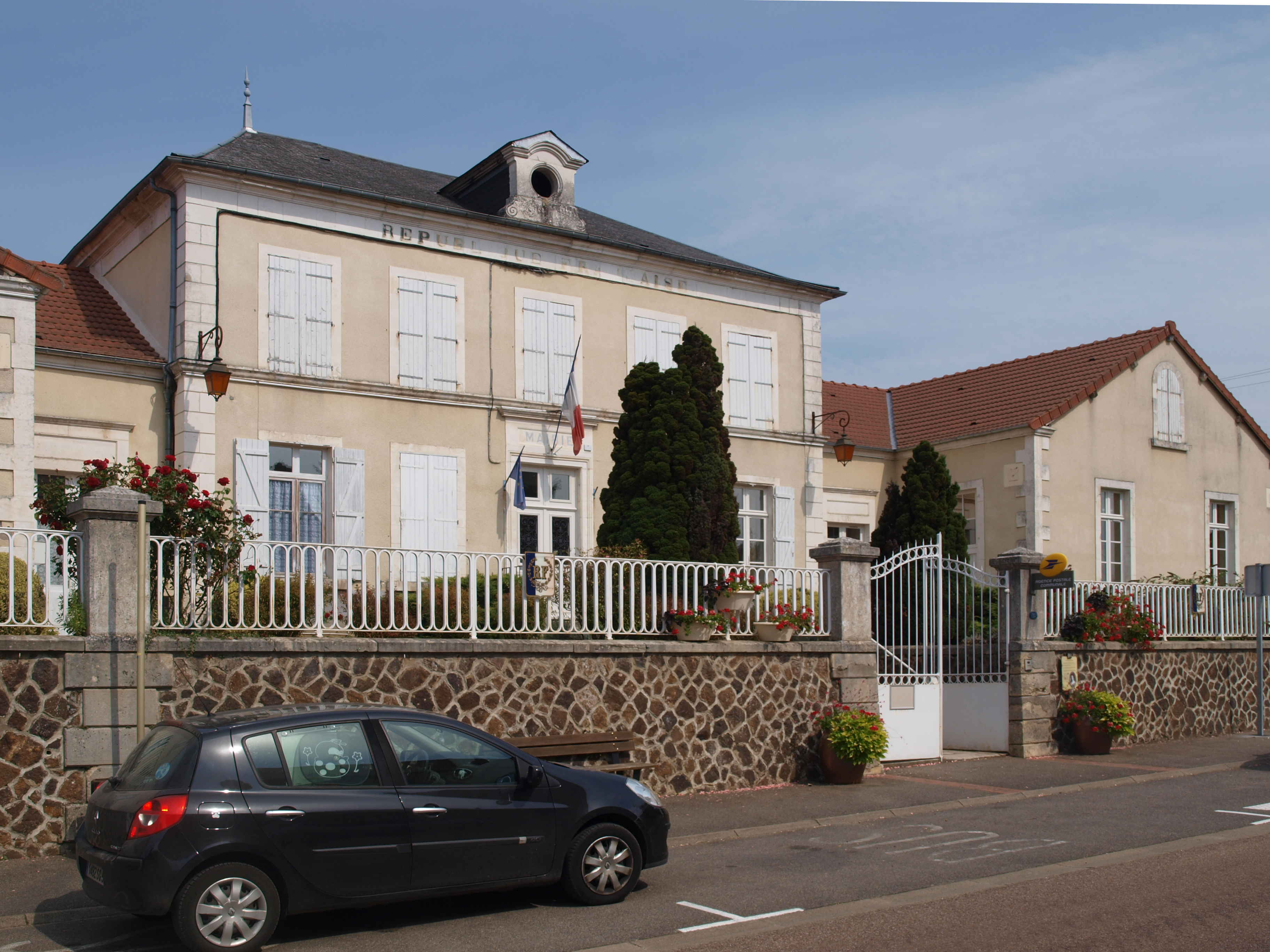
La mairie d'Arquian.

| Période                                  | Période      | Identité            | Étiquette | Qualité              |
| ---------------------------------------- | ------------ | ------------------- | --------- | -------------------- |
| vers 1837                                | vers 1837    | Guiblain Pierre     | ?         | ?                    |
| ?                                        | 19 mars 1983 | ?                   | ?         | ?                    |
| 19 mars 1983                             | juin 2020    | Pascale de Mauraige | DVD       | Conseillère générale |
| juin 2020                                | en cours     | Cécile Becker       | ?         | ?                    |
| Les données manquantes sont à compléter. |              |                     |           |                      |

## Démographie
L'évolution du nombre d'habitants est connue à travers les recensements de la population effectués dans la commune depuis 1793. Pour les communes de moins de 10 000 habitants, une enquête de recensement portant sur toute la population est réalisée tous les cinq ans, les populations de référence des années intermédiaires étant quant à elles estimées par interpolation ou extrapolation. Pour la commune, le premier recensement exhaustif entrant dans le cadre du nouveau dispositif a été réalisé en 2007.

En 2022, la commune comptait 550 habitants, en évolution de −6,14 % par rapport à 2016 (Nièvre : −3,28 %, France hors Mayotte : +2,11 %).
| 1793  | 1800 | 1806  | 1821  | 1831  | 1836  | 1841  | 1846  | 1851  |
| ----- | ---- | ----- | ----- | ----- | ----- | ----- | ----- | ----- |
| 1 070 | 910  | 1 003 | 1 116 | 1 321 | 1 370 | 1 403 | 1 560 | 1 606 |

| 1856  | 1861  | 1866  | 1872  | 1876  | 1881  | 1886  | 1891  | 1896  |
| ----- | ----- | ----- | ----- | ----- | ----- | ----- | ----- | ----- |
| 1 702 | 1 740 | 1 882 | 1 768 | 1 830 | 1 790 | 1 559 | 1 675 | 1 533 |

| 1901  | 1906  | 1911  | 1921  | 1926  | 1931 | 1936 | 1946 | 1954 |
| ----- | ----- | ----- | ----- | ----- | ---- | ---- | ---- | ---- |
| 1 458 | 1 331 | 1 266 | 1 110 | 1 062 | 987  | 945  | 904  | 786  |

| 1962 | 1968 | 1975 | 1982 | 1990 | 1999 | 2006 | 2007 | 2012 |
| ---- | ---- | ---- | ---- | ---- | ---- | ---- | ---- | ---- |
| 754  | 698  | 654  | 573  | 589  | 615  | 602  | 600  | 598  |

| 2017 | 2022 | - | - | - | - | - | - | - |
| ---- | ---- | - | - | - | - | - | - | - |
| 581  | 550  | - | - | - | - | - | - | - |

## Culture locale et patrimoine

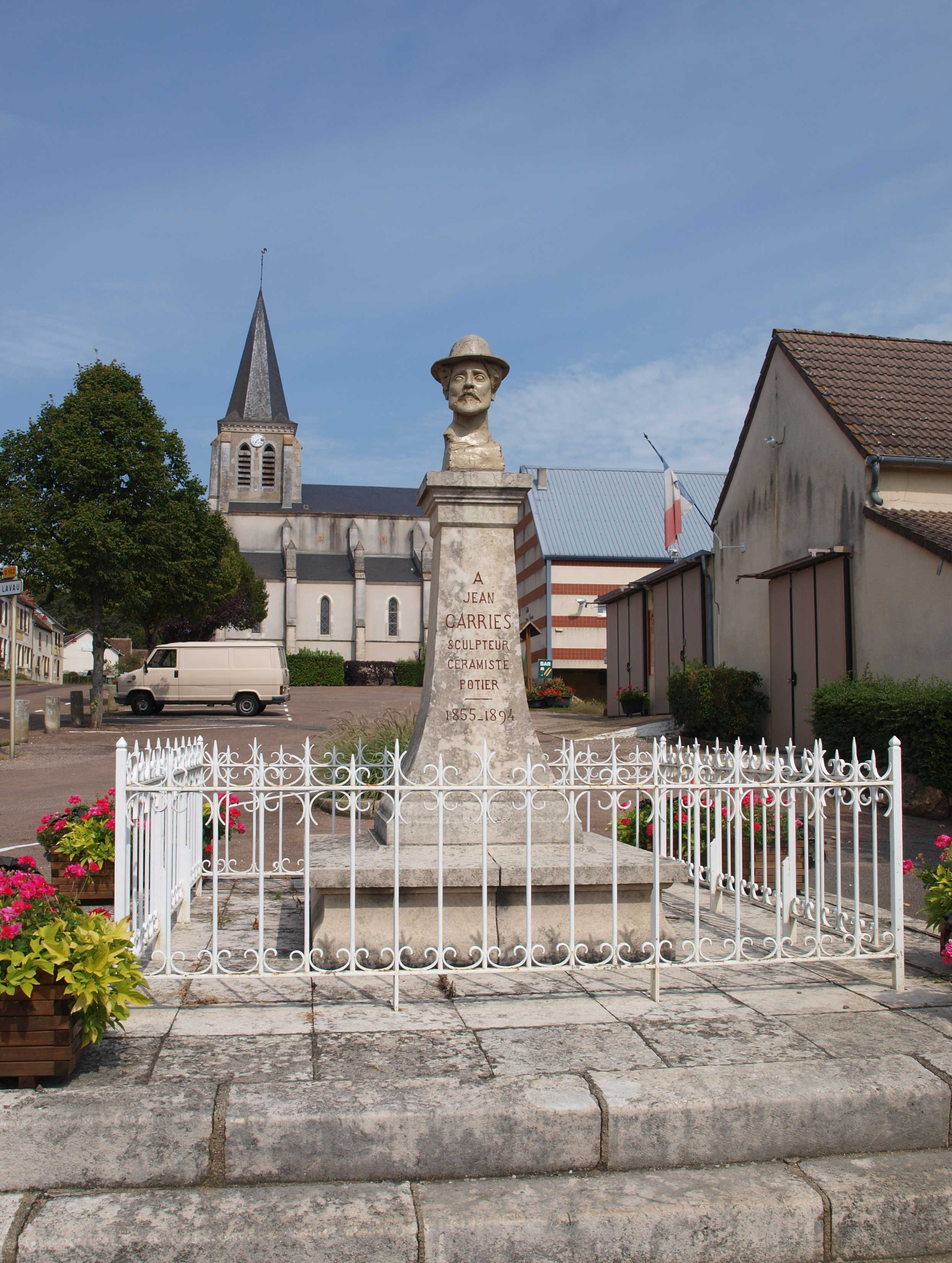
Monument Jean-Joseph Carriès et église Saint-Eutrope.

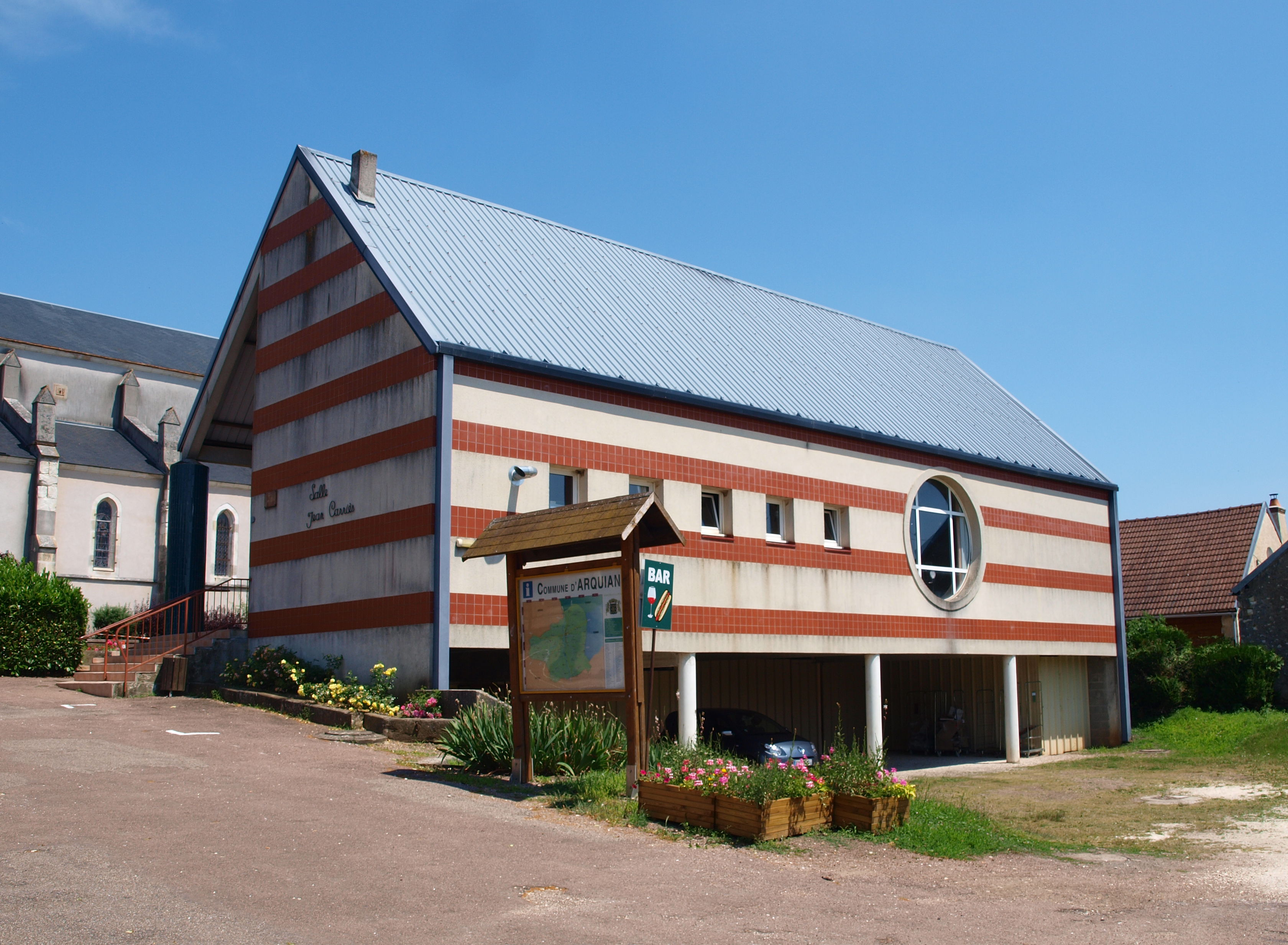
Salle Jean-Carriès.

### Lieux et monuments
- Église Saint-Eutrope : elle renferme une Vierge à l'Enfant en faïence de Nevers de la fin du XVIIe siècle et  Classé MH (1976)[21].
- Monument au sculpteur et céramiste Jean-Joseph Carriès (1855-1894) qui, à la fin de sa vie, travailla à Arquian.

### Héraldique
| Blason | Blasonnement : « De sable, à l'escarboucle pommetée d'or. » |